# Ibrahim Bekakchi
Ibrahim El Khalil Bekakchi (sinh ngày 10 tháng 1 năm 1992 ở Sétif) là một cầu thủ bóng đá người Algérie thi đấu cho JS Saoura ở Giải bóng đá hạng nhất quốc gia Algérie.

## Sự nghiệp câu lạc bộ
Vào tháng 7 năm 2014, Bekakchi được cho mượn đến CA Bordj Bou Arréridj trong 2 năm.

## Quốc tế
Năm 2009, Bekakchi được lựa chọn là thành viên của đội tuyển U-17 Algérie tại Giải vô địch bóng đá U-17 thế giới 2009 ở Nigeria.